# Svenska Jaguarklubben
Svenska Jaguarklubben är en rikstäckande ideell förening kopplad till bilmärket Jaguar, med cirka 2 900 medlemmar (oktober 2011).
Klubbens målsättning är att samla medlemmarna kring ett varierat utbud av aktiviteter och i en kulturbevarande anda sprida kunskap om Jaguar, Swallow, SS, Lanchester och Daimler.
Erfarenhetsutbyte, teknisk information och träffar med likasinnade är hörnstenar i verksamheten.
Föreningen startades av ett antal entusiaster den 26 augusti 1972 på Skokloster utanför Stockholm.